# International Soccer League de 1960
A International Soccer League foi uma competição de futebol realizada na cidade americana de Nova Iorque.[carece de fontes?] Segundo o jornal norte-americano The New York Times e o brasileiro O Estado de S. Paulo, ambos de 24 de maio de 1961, a competição tinha a autorização da FIFA. Essa autorização foi ratificada por Stanley Rous, então presidente da Associação Inglesa de Futebol, secretário-geral e vice-presidente da FIFA, e que partir de 1962, até 1974, seria presidente da FIFA. A própria FIFA cita a International Soccer League em seu site oficial.
A Liga foi fundada em 1960 por William "Bill" Cox, um milionário norte-americano fã de esportes. A ideia de Cox era ambiciosa, convidar todos os campeões nacionais das seleções que participaram da Copa do Mundo FIFA de 1958 de Seleções, e mais Itália e Uruguai que não conseguiram se classificar para a Copa, mas que juntamente com Alemanha Ocidental e Brasil eram as únicas campeões mundiais da FIFA na época. Mas Cox esbarraria nos calendários dos campeonatos nacionais mundiais que não batiam as datas, e no convite ainda se exigia que os clubes mandassem seus times titulares. Com isso, das 16 nações que participaram da Copa do Mundo da FIFA de 1958, 11 nações estavam na International Soccer League de 1960.
Depois de algumas recusas de convite por força de calendário, participaram 12 times de 12 países diferentes, com a escolha baseada na suas respectivas classificações nas temporadas 1958/59 e 1959/60.
Por causa do contrato do Torneio Rio-São Paulo, Fluminense (Campeão Carioca de 1959) e Palmeiras (Campeão Paulista de 1959), assim como Botafogo (Vice-campeão Carioca de 1959) e Santos (Vice-campeão Paulista de 1959), não puderam aceitar o convite da International Soccer League, como em 1959 o Campeonato Carioca teve dois vice-campeões oficiais, Bangu e Botafogo, o Bangu era o único que não disputaria o Torneio Rio-São Paulo de 1960. Por isso o Bangu foi o escolhido, e aceitou seu convite para o torneio em 9 de março de 1960, além disso o Torneio de Cox exigia times titulares, e o Bangu aceitou jogar o Campeonato Carioca com um time totalmente reserva.
Cox queria fazer tudo tão idêntico como a Copa do Mundo da FIFA, que assim como a Taça Jules Rimet era transitória e rotativa até a posse definitiva da Seleção Brasileira em 1970, o troféu da American Challenge Cup também era transitório, e no ano seguinte o Bangu campeão de 1960 teve que devolver o mesmo a liga. Em uma reportagem do time Dukla Prague (Checoslováquia) que ganhou a American Challenge Cup por quatro vezes, eles foram à Polônia pegar a troféu emprestado do Polonia Bytom, para uma mostra, o Dukla Prague fez uma cópia da taça, mas a original era apenas uma. A taça ficou meio que por acaso com o Polonia Bytom, pois o troféu estava viajando quando o torneio acabou. Ou seja, a única forma do Bangu ter a taça de volta é fazendo como o Dukla, trazendo para uma exposição a original e fazendo uma cópia!.
O dono da liga também pediu para que a imprensa tratasse os clubes pelo nome de seus países, e assim o The New York Times acatou, e o Bangu era chamado de Brasil, e as bandeirinhas distribuídas no estádio também tinham o nome do país do clube e não dos times.
O campeonato foi um êxito de público, o Bangu levou nos seus 6 jogos no campeonato um total de 104.274 pagantes, um recorde de público jamais alcançado nos Estados Unidos até então.
Vale ressaltar que apenas na primeira edição de 1960, William Cox tentou fazer uma Copa do Mundo de clubes, usando critérios baseados na Copa do Mundo da FIFA de Seleções de 1958. A ideia do torneio nasceu em 1957, quando o torneio foi realizado em 1960 ele tinha um objetivo, mas com a criação da Copa Intercontinental entre América do Sul e Europa em 1960, a International Soccer League ganhou outro contorno, a partir da segunda edição em 1961, os convites já não tinham mais essa exigência, e o torneio ficou mais aberto, sendo convidados países de forma estratégica, visando apenas o lucro do torneio.

## História
Das 16 nações que participaram da Copa do Mundo da FIFA de 1958, 11 nações estavam na International Soccer League de 1960. 
A escolha das equipes se deu por suas colocações em torneios nacionais (ou regionais) entre 1958 e 1960.
Foram enviados convites para todas as federações em que a seleção nacional participou da Copa do Mundo da FIFA de Seleções de 1958.
Participantes da Copa do Mundo FIFA de 1958, Suécia, Alemanha Ocidental, Áustria, França, Tchecoslováquia, Hungria, União Soviética, Iugoslávia, Inglaterra, Irlanda do Norte, Escócia, País de Gales, Argentina, Brasil, México e Paraguai. 
Eram convidadas todas as equipes campeãs dos principais torneios de cada país, porem algumas não aceitavam por força de calendário, sendo assim o convite se estendia ao vice-campeão e assim sucessivamente.  
Argentina, Hungria, México, Paraguai, Tchecoslováquia e União Soviética não puderam enviar nenhum representante por força de calendário, exceto País de Gales que não tinha campeonato nacional e disputava o Campeonato Inglês.  
Com isso foram convidados mais dois países que não participaram da Copa de 1958, mas com grande tradição no futebol, Itália e Uruguai até então as únicas campeãs mundiais juntamente com a Alemanha Ocidental e Brasil, também sem sucesso por conta de calendário, a Itália mandou o quinto colocado do Campeonato Italiano, o Uruguai não pode enviar ninguém, e um convite foi estendido a Portugal, na esperança de se colocar no torneio o atual campeão português, o Benfica, mas por força de calendário também só pode jogar o torneio o vice-campeão português, Sporting. Arquivado em 26 de dezembro de  2015, no Wayback Machine. 
A verdade é que nem mesmo o Bangu poderia ter participado do torneio, ele teve que abrir mão do Estadual do Rio colocando uma equipe totalmente reserva no Carioca de 1960.
Se todos tivessem aceitado o convite, a International Soccer League de 1960 teria ficado assim em 1960: Arquivado em 26 de dezembro de  2015, no Wayback Machine.
Campeão Alemão (Oberliga Süd): Karlsruher SC 1959/60
Campeão Argentino: San Lorenzo 1959
Campeão Austríaco: Rapid Wien 1959/60
Campeão Brasileiro (Carioca): Fluminense 1959
Campeão Escocês: Heart of Midlothian 1959/60
Campeão Francês: Nice 1958/59
Campeão Galês: (Disputava-se o Campeonato Inglês.)
Campeão Húngaro: Újpest 1959/60
Campeão Inglês: Burnley 1959/60
Campeão Italiano: Milan 1958/59
Campeão Iugoslavo: Estrela Vermelha 1959/60
Campeão Mexicano: Guadalajara 1958/59
Campeão Norte-americano*: New York Americans 1960
Campeão Norte-Irlandês: Glenavon F.C. 1959/60
Campeão Paraguaio: Olimpia 1959
Campeão Português: Benfica 1959/60
Campeão Soviético: Dínamo Moscou 1959
Campeão Sueco: IFK Norrköping 1960
Campeão Tcheco: Cervená Hviezda Bratislava 1958/59
Campeão Uruguaio: Peñarol 1959
País sede, não existia torneio*. 
Mas por força de calendário acabou ficando assim: 
Campeonato Alemão (Oberliga Süd): Bayern de Munique (3º lugar) 1959/60
Campeonato Austríaco: Rapid Wien (1º lugar) 1959/60
Campeonato Brasileiro (Carioca): Bangu (2º lugar) 1959
Campeonato Escocês: Kilmarnock (2º lugar) 1959/60
Campeonato Francês: Nice (1º lugar) 1958/59
Campeonato Galês: (Disputava-se o Campeonato Inglês.)
Campeonato Inglês: Burnley (1º lugar) 1959/60
Campeonato Italiano: Sampdoria (5º lugar) 1958/59
Campeonato Iugoslavo: Estrela Vermelha (1º lugar) 1959/60
Campeonato Norte-americano*: New York Americans (1º lugar) 1960
Campeonato Norte-Irlandês: Glenavon F.C. (1º lugar) 1959/60
Campeonato Português: Sporting (2º lugar) 1959/60
Campeonato Sueco: IFK Norrköping (1º lugar) 1960
País sede, não existia torneio*.
Das 16 nações que participaram da Copa do Mundo FIFA de 1958, 11 nações estavam no Mundial de Clubes de 1960 (Contando com País de Gales que disputava o Campeonato Inglês). Era a nata do futebol mundial jogando em New York! Para as nações que não aceitaram o convite, só podemos lamentar pelo torneio. Disse Cox na época.
A título de comparação, na Copa Rio 1951 e 1952 vencida por Palmeiras e Fluminense, das 13 nações que participaram da Copa do Mundo da FIFA de 1950, 4 nações estavam na Copa Rio de 1951, vencido pelo Palmeiras!
Seleções participantes de Copa do Mundo FIFA de 1950: Bolívia, Brasil, Chile, Espanha, Estados Unidos, Inglaterra, Itália, Iugoslávia, México, Paraguai, Suécia, Suíça e Uruguai.
Todos os participantes da Copa Rio de 1951:
Campeão carioca, Vasco da Gama 1950
Campeão paulista, Palmeiras 1950
Campeão português, Sporting 1950/51
Campeão austríaco, Áustria Viena 1949/50
Campeão uruguaio, Nacional 1950
Campeão italiano, Juventus 1949/50
Campeão Iugoslavo, Estrela  Vermelha  1950/51
Campeão francês, Nice 1950/51.
Na Copa Rio de 1952, das 13 nações que participaram da Copa do Mundo FIFA de 1950, 4 nações estavam na Copa Rio, assim como em 1951, vencido pelo Fluminense!!!
Todos os participantes da Copa Rio de 1952:
Campeão carioca, Fluminense 1951
Campeão paulista, Corinthians 1951
Campeão uruguaio, Peñarol  1951
Campeão suíço, Grasshopper Club  1951/52
Campeão português, Sporting 1951/52
Vice-campeão alemão ocidental, Saarbrücken  1951/52
Vice-campeão paraguaio, Libertad 1952
Vice-campeão austríaco, Áustria Viena 1951/52
OBS: Tanto na Copa Rio de 1951 como na de 1952 alguns times não eram o atual campeão nacional, e outros campeões só saíram depois do termino da Copa Rio.
Embora embrionária, tanto a Copa Rio Internacional, como a International Soccer League foram tentativas de se fazer um mundial de clubes a mais de meio século atrás, dada todas as suas dificuldade na época, de logística, comunicação, etc.

## Delegação Banguense
Destaques do time:
- Zózimo: bicampeão mundial pela Seleção Brasileira em 1958 e 1962;
- Ademir da Guia: pentacampeão brasileiro pelo Palmeiras em 1967, 1967, 1969, 1972 e 1973;
- Ubirajara Motta: campeão brasileiro em 1968 pelo Botafogo, campeão da Copa dos Campeões Estaduais em 1967 pelo Bangu e tetracampeão carioca em 1966 (Bangu), 1968 (Botafogo), 1972 e 1974 (Flamengo);
- Tim: Campeão Argentino em 1968 pelo San Lorenzo, tricampeão carioca em 1964 (Fluminense), 1966 (Bangu) e 1970 (Vasco da Gama), Campeão do Torneio do Povo em 1973 (Coritiba). Técnico da Seleção Peruana na Copa do Mundo de 1982.

## Equipes participantes
Das 16 nações que participaram da Copa do Mundo FIFA de 1958, 11 nações estavam na International Soccer League de 1960. 
A escolha das equipes se deu por suas colocações em torneios nacionais (ou regionais) entre 1958 e 1960.
Foram enviados convites para todas as federações em que a seleção nacional participou da Copa do Mundo da FIFA de Seleções de 1958.
Participantes da Copa de 1958, Suécia, Alemanha Ocidental, Áustria, França, Tchecoslováquia, Hungria, União Soviética, Iugoslávia, Inglaterra, Irlanda do Norte, Escócia, País de Gales, Argentina, Brasil, México e Paraguai.
Eram convidadas todas as equipes campeãs dos principais torneios de cada país, porem algumas não aceitavam por força de calendário, sendo assim o convite se estendia ao vice-campeão e assim sucessivamente. 

### Grupo A
|                  | Time               | Campeonato                        |
| ---------------- | ------------------ | --------------------------------- |
| Inglaterra       | Burnley            | Campeão Inglês de 1959/60         |
| França           | Nice               | Campeão Francês de 1958/59        |
| Irlanda do Norte | Glenavon F.C.      | Campeão Norte-Irlandês de 1959/60 |
| Escócia          | Kilmarnock         | Vice-campeão Escocês de 1959/60   |
| Alemanha         | Bayern de Munique  | 3º lugar Oberliga Süd de 1959/60  |
| Estados Unidos   | New York Americans | Time convidado do país sede       |

### Grupo B
|            | Time             | Campeonato                              |
| ---------- | ---------------- | --------------------------------------- |
| Suécia     | IFK Norrköping   | Campeão Sueco de 1960                   |
| Áustria    | Rapid Wien       | Campeão Austríaco de 1959/60            |
| Jugoslávia | Estrela Vermelha | Campeão Iuguslavo de 1959/60            |
| Portugal   | Sporting         | Vice-campeão Português de 1959/60       |
| Brasil     | Bangu            | Vice-campeão Carioca de 1959            |
| Itália     | Sampdoria        | 5º lugar Campeonato Italiano de 1958/59 |

## Classificação da 1ª Fase

### Grupo A
| Pos |                  | Time               | Pts | J | V | E | D | SG |
| --- | ---------------- | ------------------ | --- | - | - | - | - | -- |
| 1º  | Escócia          | Kilmarnock         | 9   | 5 | 4 | 1 | 0 | +8 |
| 2º  | Inglaterra       | Burnley            | 7   | 5 | 3 | 1 | 1 | +9 |
| 3º  | França           | Nice               | 5   | 5 | 1 | 3 | 1 | -3 |
| 4º  | Estados Unidos   | New York Americans | 4   | 5 | 1 | 2 | 2 | -5 |
| 5º  | Alemanha         | Bayern de Munique  | 3   | 5 | 1 | 1 | 3 | -3 |
| 6º  | Irlanda do Norte | Glenavon F.C.      | 2   | 5 | 1 | 0 | 4 | -6 |

### Grupo B
| Pos |            | Time             | Pts | J | V | E | D | SG  |
| --- | ---------- | ---------------- | --- | - | - | - | - | --- |
| 1º  | Brasil     | Bangu            | 9   | 5 | 4 | 1 | 0 | +11 |
| 2º  | Jugoslávia | Estrela Vermelha | 7   | 5 | 3 | 1 | 1 | +8  |
| 3º  | Itália     | Sampdoria        | 5   | 5 | 2 | 1 | 2 | -2  |
| 4º  | Portugal   | Sporting         | 4   | 4 | 2 | 0 | 2 | -5  |
| 5º  | Suécia     | IFK Norrköping   | 3   | 5 | 1 | 1 | 3 | -5  |
| 6º  | Áustria    | Rapid Wien       | 0   | 4 | 0 | 0 | 4 | -7  |

## Jogos[7]
Jogos do Bangu no Grupo B:
| Data        | Time 1 |        | Placar |            | Time 2           | Estádio              | Público Pagante |
| ----------- | ------ | ------ | ------ | ---------- | ---------------- | -------------------- | --------------- |
| 4 de Julho  | Bangu  | Brasil | 4 x 0  | Itália     | Sampdoria        | Estádio Polo Grounds | 18.144          |
| 10 de Julho | Bangu  | Brasil | 3 x 2  | Áustria    | Rapid Wien       | Estádio Polo Grounds | 19.804          |
| 16 de Julho | Bangu  | Brasil | 5 x 1  | Portugal   | Sporting         | Estádio Polo Grounds | 8.441           |
| 20 de Julho | Bangu  | Brasil | 0 x 0  | Suécia     | IFK Norrköping   | Estádio Polo Grounds | 12.338          |
| 31 de Julho | Bangu  | Brasil | 2 x 0  | Jugoslávia | Estrela Vermelha | Estádio Polo Grounds | 20.107          |

Final
| Data        | Time 1 |        | Placar |         | Time 2     | Estádio              | Público Pagante |
| ----------- | ------ | ------ | ------ | ------- | ---------- | -------------------- | --------------- |
| 6 de Agosto | Bangu  | Brasil | 2 x 0  | Escócia | Kilmarnock | Estádio Polo Grounds | 25.440          |

| Time       | Escalação | Técnico        |
| ---------- | --- | -------------- |
| Bangu      | Ubirajara, Joel e Darci Faria; Zózimo, Ananias e Nilton dos Santos; Correia, Zé Maria, Décio Esteves, Válter (2) e Beto | Tim            |
| Kilmarnock | Brown, Richmond e Watson; Frak Beattie, Bill Toner e Bobby Kennedy; Brown, McInally, Wentzel, Bert Black e Billy Muir   | Willie Waddell |

## Artilharia[8]
O artilheiro foi Tudor Veselinovic (autor de 3 gols na Copa do Mundo de 1958) com 6 gols do Estrela Vermelha.
| Time             | Jogador           | Gols   |
| ---------------- | ----------------- | ------ |
| Estrela Vermelha | Tudor Veselinovic | 6 gols |
| Bangu            | Zé Maria          | 5 gols |
| Bangu            | Luís Carlos       | 5 gols |
| Burnley          | Pilkington        | 5 gols |

## MVP
O Most Valuable Player (Melhor Jogador) escolhido pela International Soccer League na competição de 1960 foi o jogador do Bangu, Ademir da Guia, seguido do jogador do New York Americans, Alf Sherwood.

## Classificação Final
| Classificação Final | Classificação Final | Classificação Final | Classificação Final | Classificação Final | Classificação Final | Classificação Final | Classificação Final | Classificação Final | Classificação Final | Classificação Final |
| Times               | Times               | Pts                 | J                   | V                   | E                   | D                   | GP                  | GC                  | SG                  |                     |
| ------------------- | ------------------- | ------------------- | ------------------- | ------------------- | ------------------- | ------------------- | ------------------- | ------------------- | ------------------- | ------------------- |
| 1                   | Bangu               | 11                  | 6                   | 5                   | 1                   | 0                   | 16                  | 3                   | +13                 |                     |
| 2                   | Kilmarnock          | 9                   | 6                   | 4                   | 1                   | 1                   | 11                  | 5                   | +6                  |                     |
| 3                   | Burnley             | 7                   | 5                   | 3                   | 1                   | 1                   | 16                  | 7                   | +9                  |                     |
| 4                   | Estrela Vermelha    | 7                   | 5                   | 3                   | 1                   | 1                   | 13                  | 5                   | +8                  |                     |
| 5                   | Sampdoria           | 5                   | 5                   | 2                   | 1                   | 2                   | 12                  | 14                  | -2                  |                     |
| 6                   | Nice                | 5                   | 5                   | 2                   | 1                   | 2                   | 7                   | 10                  | -3                  |                     |
| 7                   | Sporting            | 4                   | 4                   | 2                   | 0                   | 2                   | 6                   | 11                  | -5                  |                     |
| 8                   | New York Americans  | 4                   | 5                   | 1                   | 2                   | 2                   | 8                   | 13                  | -5                  |                     |
| 9                   | Bayern de Munique   | 3                   | 5                   | 1                   | 1                   | 3                   | 7                   | 10                  | -3                  |                     |
| 10                  | IFK Norrköping      | 3                   | 5                   | 1                   | 1                   | 3                   | 10                  | 15                  | -5                  |                     |
| 11                  | Glenavon            | 2                   | 5                   | 1                   | 0                   | 4                   | 9                   | 15                  | -6                  |                     |
| 12                  | Rapid Wien          | 0                   | 4                   | 0                   | 0                   | 4                   | 7                   | 14                  | -7                  |                     |

## Campeão
| International Soccer League de 1960 |
| Brasil                              |
| ----------------------------------- |
| BANGU Campeão (1º título)           |